# Centaurea caspia
Centaurea caspia — вид квіткових рослин айстрових (Asteraceae). Ареал: Північний Кавказ, Вірменія, Азербайджан. 